# Playa de Los Álamos
La playa de Los Álamos, también conocida como playa de El Cañuelo, es una playa de Torremolinos, en la Costa del Sol de la provincia de Málaga, Andalucía, España, situada en el barrio homónimo. Se trata de una playa semiurbana de arena dorada y oleaje moderado, situada en el extremo norte de la ciudad, entre la playa de Playamar, al sur, y la playa de San Julián en el límite con el municipio de Málaga, al norte. Tiene uno longitud de unos 1.500 metros y unos 60 metros de anchura media. Es una playa con un nivel medio de ocupación, por ser la más alejada del centro de la ciudad.

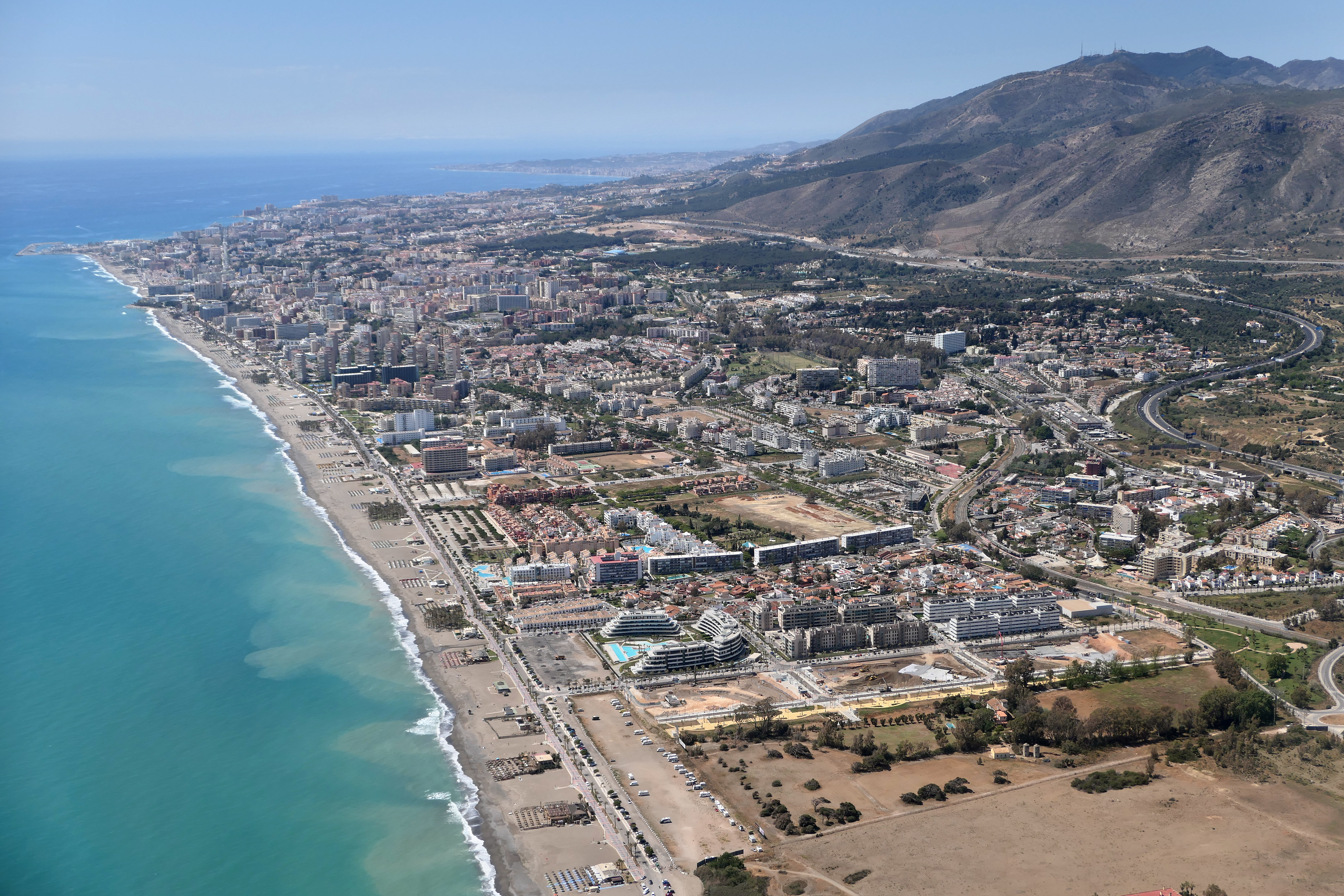

Entre los servicios disponibles, podemos destacar los siguientes duchas y equipos de salvamento, chiringitos familiares, Pubs chillout como Moliere Playa o Cafe del mar y varios hoteles como El Hotel los Jazmines, Hotel Riu BelPlaya, El Hotel Puente Real. 
Esta playa es también muy conocida por las actividades de Kitesurf que se llevan a cabo en ella gracias a los buenos vientos de los que disfruta.
Es posible acceder con coche y hay bastantes aparcamientos aunque en verano puede ser difícil hallar uno libre. También hay una parada del tren cercanías con su mismo nombre.